# Marcello Spatafora
Marcello Spatafora (30 de julho de 1941) é um ex-diplomata italiano, e ex-representante permanente da Itália nas Nações Unidas.

## Carreira
Marcello Spatafora nasceu em Innsbruck, na Áustria. Estudou Direito na Universidade de Pisa, no prestigiado Collegio Medico-Giuridico da Scuola Normale Superiore, hoje conhecida como Escola de Estudos Avançados Sant'Anna.
Foi o Representante Permanente da Itália nas Nações Unidas de abril de 2003 a agosto de 2008. Foi Presidente do Conselho de Segurança das Nações Unidas em dezembro de 2007. De 2000 a abril de 2003, atuou no Ministério das Relações Exteriores da Itália como Diretor-Geral de Cooperação Econômica e Financeira Multilateral.
Também foi embaixador da Itália na Albânia de 1997 a 1999 e embaixador na Austrália de 1993 a 1997. Em 1989-1990, foi o chefe da delegação italiana responsável por organizar a presidência do país da Comunidade Económica Europeia. Foi embaixador em Malta de 1986 a 1989 e embaixador na Malásia de 1980 a 1986. Antes disso, atuou em diferentes posições em Paris, Belgrado e Beirute.
Desde 2008 que é um firme defensor das atividades das Nações Unidas em todo o mundo, incluindo, em particular, os esforços de assistência humanitária liderados pela OCHA.
Foi distinguido com a Ordem do Mérito da República Italiana.
Sua esposa, Laura, é ex-investigadora médica. Seu filho, Nikola Spatafora, é funcionário do Banco Mundial em Washington, DC.